# 飲料水

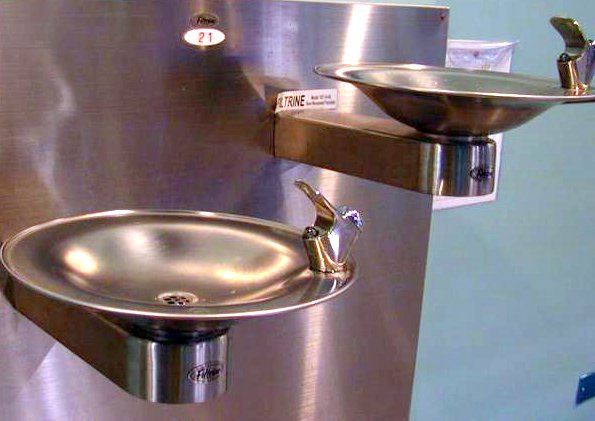
飲料水を提供している水飲み場。

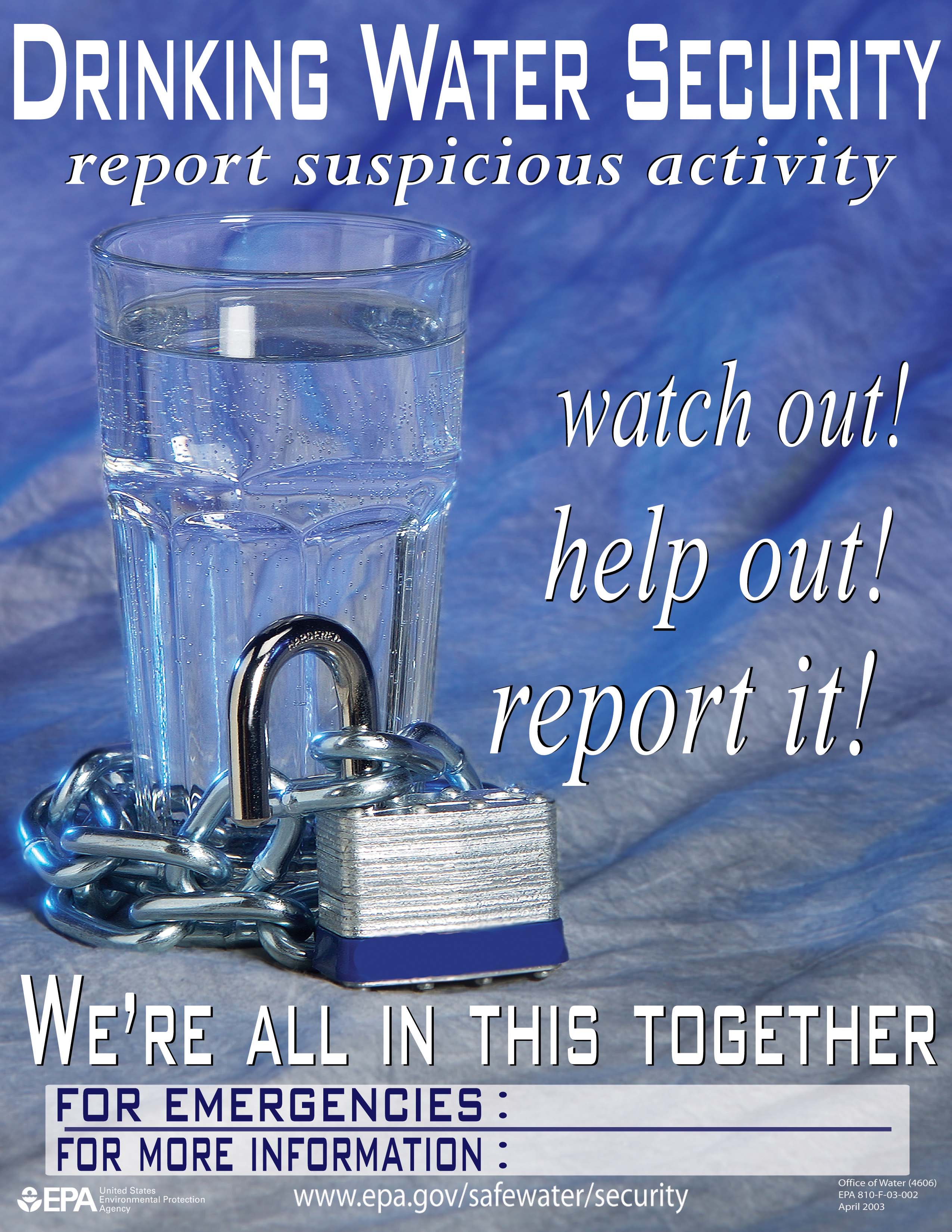
EPAによるポスター。飲料水の品質に注意を呼び掛けるもの。

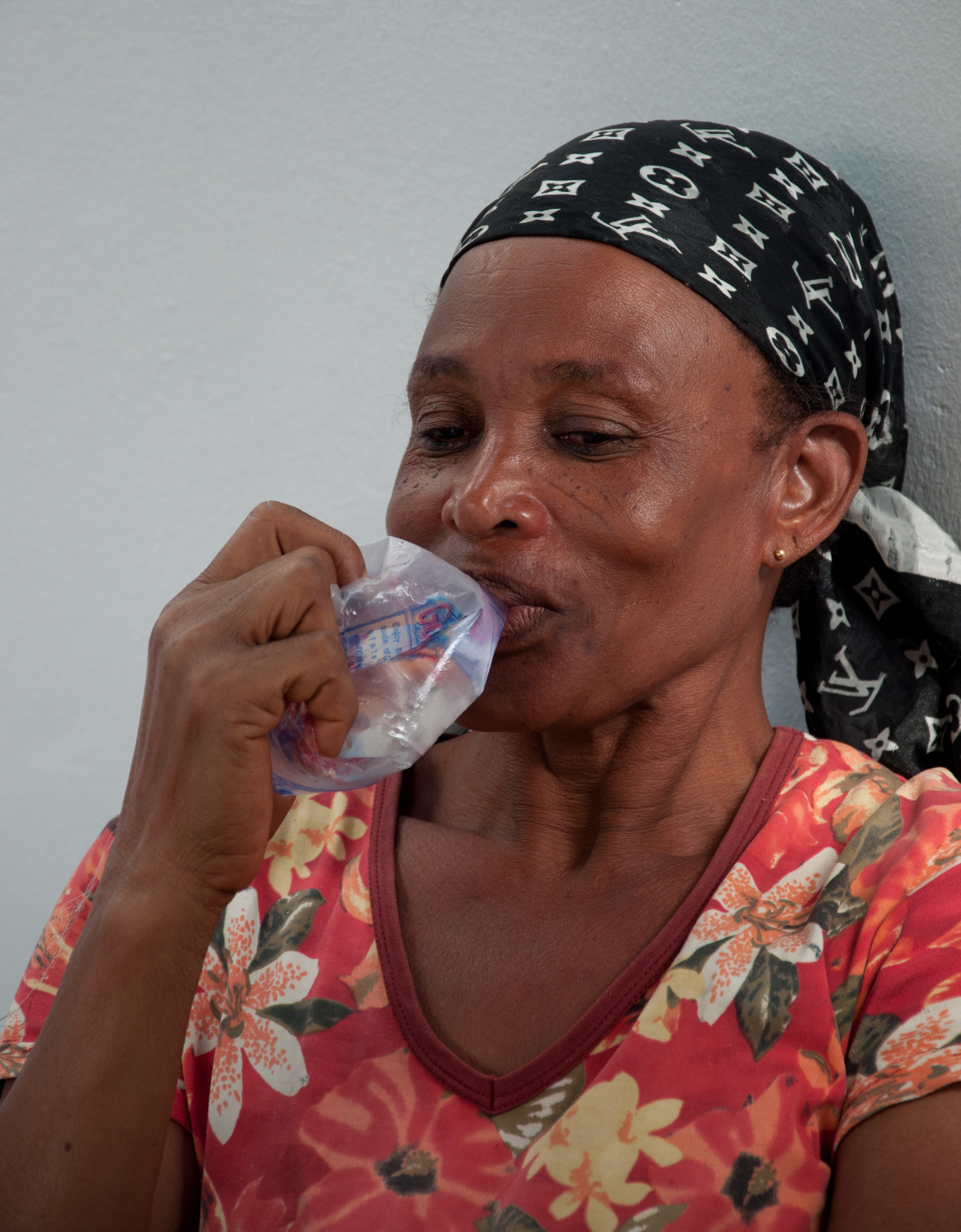
アフリカなどで流通するプラスチック製の袋に入れられた飲料水サシェウォーター。サシェとは、フランス語で袋の意。

飲料水（いんりょうすい、仏: eau potable、英: drinking water、独: Trinkwasser）とは、飲用に適した水を表す。「のみみず」とも。

## 飲料水
飲料水は病原微生物や有毒物質を含まず、無味・無臭・透明が求められ、一般に水道水、湧水、流水、井戸水などを用いる。
飲むことができる水を確保しておくことは大切である。人は水を飲まずにいられるのは、一般的にはせいぜい4～5日程度だと言われている。安全な飲み水を確保することは、古の時代から重要な課題であった。病原体で汚染された飲み水を飲むと、それに感染することによってさまざまな病気にかかる。赤痢やコレラの大流行は、しばしば、不適切な水を飲用に用いたことで起きている。有毒物質を含んだ水を飲むことで、さまざまな障害が生じる。
世界の様々な地域の生水は概して飲料水としては使えない。熱帯地方では河川の水が病原微生物を含んでいることは多い。水道で運ばれてきて蛇口から出てくる水でさえそうである。地元の住民ならばかろうじて耐えられる場合でも、旅行者には危険な場合もあり得る。病原微生物を死滅させるためには少なくとも一旦煮沸する必要がある。
海水は塩分などが多過ぎるため、飲料水としては使えない。無寄港で海上を旅する時や、海で遭難した場合には、飲料水の確保が問題となるため、周囲にありあまるほどの海水が見えているにもかかわらず飲める水が無い、という皮肉な状況に追い込まれてしまう。同様に、内陸の塩水湖の湖水も飲料水としては使えない。火山地帯の湧水も特殊な成分を含み、飲用には適さない場合がある。
飲料水を得るひとつの方法として、植物体内の水を用いるという方法がある。植物体内の水であれば、あらかじめ植物の繊維構造でフィルターがかけられていることが多く、植物自体が生きのびるために菌類の繁殖を防ぐようなシステム（抗菌作用）を持っており、ほぼ無菌に近いからである。例えばココヤシの実の中の水を飲む方法がある。アマゾンには水を大量に含んだ樹木がいくつもあり、ジャングル内を旅する時などには、それを見つけて枝をナタで切り落として傾ければ、飲用に適した水が出てくる。水筒を持ち歩かなくても、そこかしこに飲料水があるため、現地人は俗称で「水筒の木」などと呼んでいる。ウツボカズラの捕食袋の水も飲用にされる（ただし、これの場合は袋が開く前に限る）。昔から、瓜（ウリ）、スイカ、メロン類、リンゴなど水分量が多い果物の果汁を飲料水の代用とする地域もある。

## 世界各地の事情
世界的に、乾燥した地域も多く、そういった地域では、まず水そのものを得る方法を考案しなければならない。井戸はその代表的な技術である。サウジアラビアでは、電力を使って海水の塩分を分離し、飲用水を作り出している。サウジアラビアやイラク等々では、飲用水はガソリンよりも高価である。
日本の上水道は、水道局の関係者が日々水の質を高く保つために努力を積み重ねており、そのため蛇口をひねって出てきた水がそのまま飲める状態に保たれている。これは世界的に見て例外的なことといわれている。
米国の開拓時代、カウボーイは自分が得た水の水質を信用しきれない場合、それに殺菌防腐効果があるアルコール度の高い酒を加えて飲む、などということも行ったが、殺菌効果が最も高いのはアルコール濃度(重量％)が70から80パーセントの時 で、数パーセントまで希釈されている場合、殺菌効果はあまり期待できない。
2010年頃から、世界保健機関（WHO）や赤十字が家庭での水処理と安全な貯蔵のための実行可能な方法として太陽水殺菌を推奨している。分散型水処理のため、簡単かつ効果的な方法であり、家庭などでも行うことができる。そのため、太陽水殺菌による水の殺菌はすでに多くの発展途上国で利用されている:55。EAWAGによって発行されている太陽水殺菌の手順に関する教育用パンフレットは多くの言語で入手可能である。

## 水質

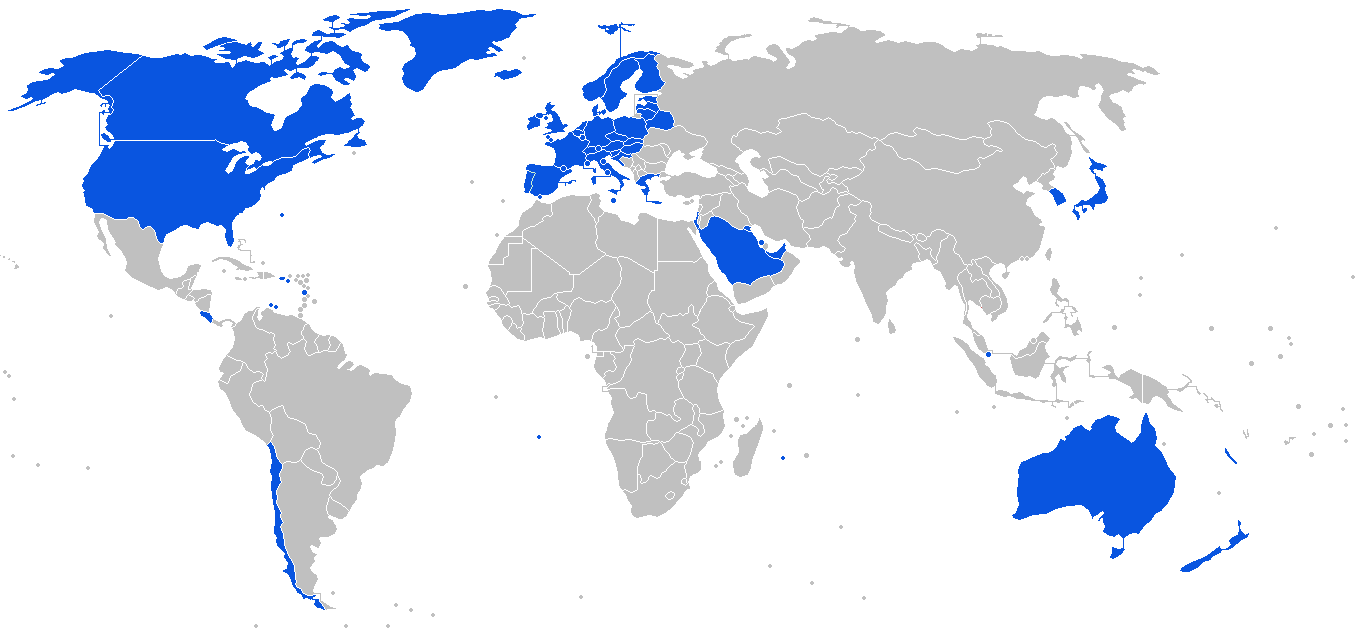
青い国は、安全な水道水を提供できている国

安全ではない水による死亡率

### 日本における水質基準

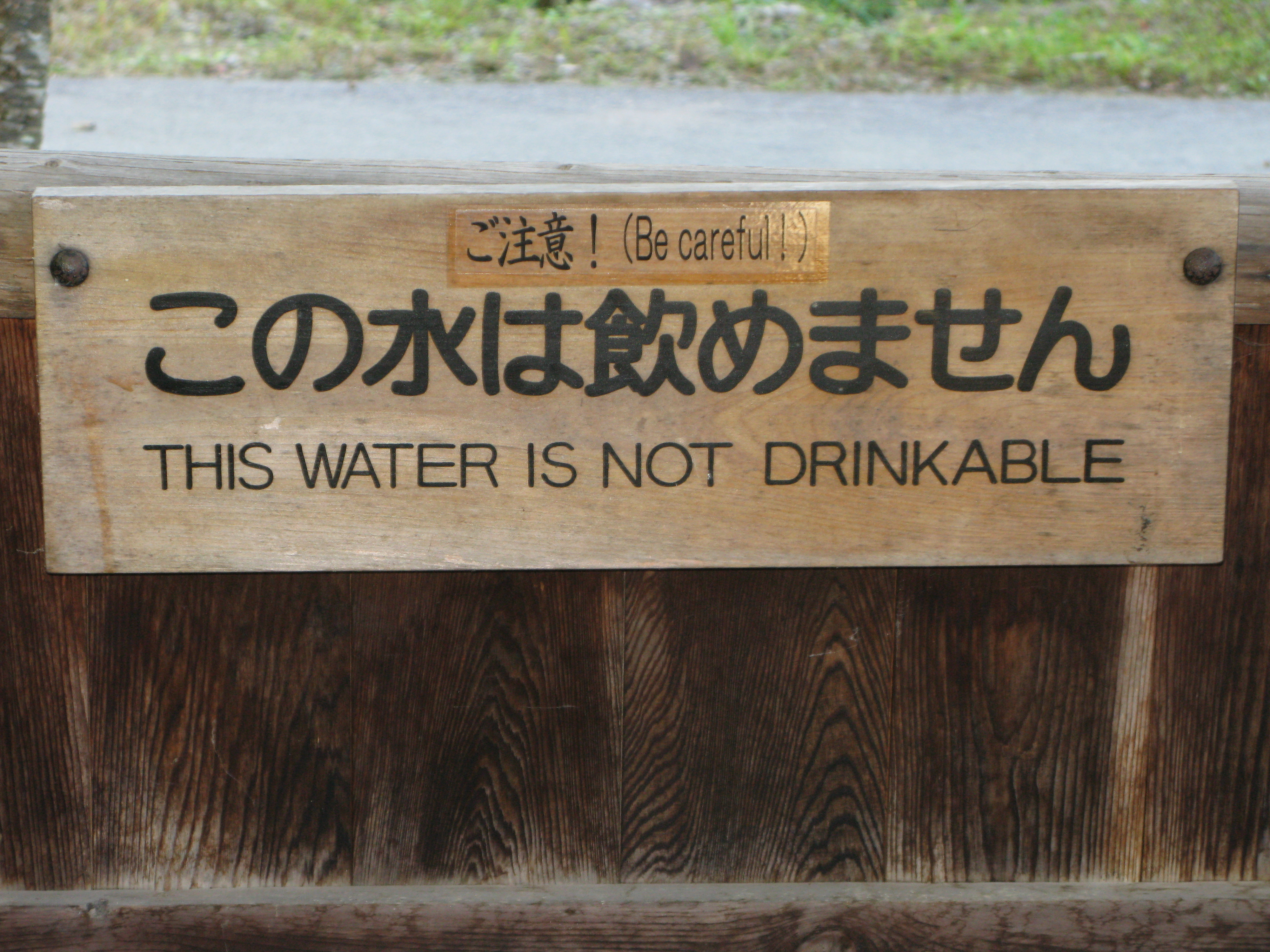
飲用には適さない水。

- 飲用を目的として給水する水道水については水道法で51項目の水道水質基準が定められており[9]、水道事業者はこの基準に適合した水を供給しなければならない。各水道事業者は、それぞれ水道水質検査計画を定め、定期的な検査を実施している。
- 給水事業ではない（例えば個人所有の井戸水等）の水質基準については、法的に定められていない[10][11]。一般的な水質の目安として、約10項目（大腸菌、一般細菌、硝酸態及び亜硝酸態窒素、塩化物イオン、有機物等（全有機炭素）、pH値、臭気、色度、濁度、味：これらを総称して「簡易飲適」と言われる）及び残留塩素についてを検査・確認することが多い。飲用を目的とする場合には、出来るだけ水道水質基準の全項目の検査を実施した方がよい。不適合である場合には、滅菌装置や濾過装置の設置などによる浄化対策を講じた後、再検査を行う必要がある。検査は、保健所や環境計量証明事業所などで実施している。

## 飲料水の種類
- 硬水
- 軟水
- ミネラルウォーター（ボトルドウォーター）
- 海洋深層水
- 清涼飲料水

## 供給（販売）者
供給者は、地域住民の共同体から公的機関、公共企業体、民間事業者まで多種多様。戦争や大規模災害時は、地方自治体、国家や国際的なNGOや国連難民高等弁務官事務所などが直接供給、供給手段を提供することがある。